# Jedlicze B
Jedlicze B es un pueblo ubicado en el distrito administrativo de Gmina Zgierz, dentro del Distrito de Zgierz, Voivodato de Łódź, en Polonia central. Se encuentra aproximadamente a 9 kilómetros al oeste de Zgierz y a 15 kilómetros al noroeste de la capital regional Łódź.